# Baron Greville

Wappen der Barons Greville

Baron Greville, of Clonyn in the County of Westmeath, ist ein erblicher britischer Adelstitel in der Peerage of the United Kingdom.
Der Titel wurde am 15. Dezember 1869 für den liberalen Politiker Fulke Greville-Nugent geschaffen, der von 1852 bis 1869 Abgeordneter im britischen House of Commons für das County Longford war.
Der Titel erlosch beim kinderlosen Tod von dessen Urenkel, dem 4. Baron, am 9. Dezember 1987.

## Liste der Barons Greville (1869)
- Fulke Southwell Greville-Nugent, 1. Baron Greville (1821–1883)
- Algernon William Fulke Greville, 2. Baron Greville (1841–1909)
- Charles Beresford Fulke Greville, 3. Baron Greville (1871–1952)
- Ronald Charles Fulke Greville, 4. Baron Greville (1912–1987)